# Бельграно (озеро)
Бельгра́но (исп. Lago Belgrano) — озеро в Аргентине, расположено на территории департамента Рио-Чико провинции Санта-Крус. Площадь озера равна 44 км², длина береговой линии составляет 95 километров.
В центре озера располагается крупный полуостров, соединённый с берегом узким перешейком, сложенный осадочными породами формации Рио-Лактео, датируемыми девонским, каменноугольным и пермским периодами.
Питается водами андских ледников. Сток из озера осуществляется в соседнее озеро Асара, относящееся к системе реки Майер. Вплоть до времени 2200 лет назад Бельграно входило в состав палеоозера Кальдениус вместе с соседними водоёмами Бурмейстер, Асара, Нансен, Моготе и Волькан.
Озеро и его окрестности входят в состав национального парка Перито-Морено. Климат территории — континентальный, с перепадом температур от −30 °C зимой до +15 °C летом. Древесная растительность представлена нотофагусовыми лесами, преобладающие виды — ленга (на западном побережье и на полуострове) и ньире (на северном берегу, около 480 га). В озере зафиксировано проживание популяции американской норки.